# Calopogonium domingense
Calopogonium domingense är en ärtväxtart som beskrevs av Ignatz Urban och Erik Leonard Ekman. Calopogonium domingense ingår i släktet Calopogonium och familjen ärtväxter. Inga underarter finns listade i Catalogue of Life.